# Улгайсын
Улгайсын (каз. Ұлғайсын) — населённый пункт в Айтекебийском районе Актюбинской области Казахстана. Входит в состав Аралтогайского сельского округа. Код КАТО — 153437500.

## Население
В 1999 году население населённого пункта составляло 492 человека (249 мужчин и 243 женщины). По данным переписи 2009 года, в населённом пункте проживал 201 человек (101 мужчина и 100 женщин).